# هربرت كيلر
هربرت كيلر (بالإنجليزية: Herbert Keller)‏ هو رياضياتي أمريكي، ولد في 19 يونيو 1925 في باترسون في الولايات المتحدة، وتوفي في 26 يناير 2008 في باسادينا في الولايات المتحدة.